# 天主教伊列乌斯教区
天主教伊列烏斯教區（拉丁語：Dioecesis Ilheosensis），是巴西一個天主教教區，包括巴伊亞州東部十八市，屬薩爾瓦多總教區。
教區成立於1913年10月20日，2006年有教友493,179人，佔總人口71.4%。有三十九個堂區、司鐸五十六人。現任教區主教為毛羅·蒙塔尼奧利。